# Bennostraße (Radebeul)
Die Bennostraße ist eine Innerortsstraße in der sächsischen Stadt Radebeul, in den Stadtteilen Serkowitz und Oberlößnitz.
Die Bennostraße wird, zusammen mit Augustusweg und Weinbergstraße, im Dehio-Handbuch erwähnt als Beispiel für die alte Kulturlandschaft aus Herrenhäusern am Hang und Lusthäusern oberhalb der Steillagen-Weinberge, die durch den mittelalterlichen Weinbergsbesitz des Dresdner und Meißnischen Adels sowie in der neuzeitlichen Nachfolge durch reiche Bürger entstand.

## Bebauung
Die Benummerung der Hausadressen beginnt am Hörningplatz auf der Nordseite der Straße, d. h. von dort aus verlaufen auf der linken Straßenseite die Nrn. 1 bis 41, auf der rechten Straßenseite geht es bis zur Nr. 44.
Zahlreiche der an der Bennostraße liegenden Gebäude stehen heute unter Denkmalschutz und sind daher in der Liste der Kulturdenkmale in Radebeul-Serkowitz und in der Liste der Kulturdenkmale in Radebeul-Oberlößnitz aufgeführt:
- Serkowitz: Nr. 2
- Oberlößnitz: Nr. 3, Haus Leonhardt (Nr. 7), Haus Friedland (Nr. 11), Haus Rotzsche (Nr. 15), Villa Walter (Nr. 23), Haus Eisold (Nr. 25), Nrn. 27a/29 einschließlich Park,[2] Nr. 34, Bennoschlösschen (Nr. 35) einschließlich Weingarten,[3] Nr. 36, Haus Steinbach (Nr. 41) einschließlich Park und Weingarten.[3] Haus Steinbach gilt auch noch als denkmalpflegerische Sachgesamtheit.

Die auf der Nordseite der Straße gelegenen Grundstücke gehören zum Denkmalschutzgebiet Historische Weinberglandschaft Radebeul.
Das Bennoschlößchen wurde 1905 in Dehios Schnellinventar als Kunstdenkmal aufgeführt sowie auch in der Denkmalinventarisation von Gurlitt 1904 beschrieben und mit Zeichnungen dargestellt. Zu DDR-Zeiten galt das Ensemble aus Bennoschlößchen und Haus Steinbach sowie dem benachbarten Haus Sorgenfrei im Augustusweg 48 als Denkmal der Kulturgeschichte.
Die hier liegenden Weingärten gehören zur Lage Radebeuler Goldener Wagen und damit zur sächsischen Großlage Radebeuler Lößnitz.

## Namensgebung
Der historische, von Westen nach Osten laufende Weinbergsweg parallel zur Hangkante trug in früheren Jahrhunderten die Bezeichnung Mittelgasse, als die höhergelegene Weinbergstraße die Bezeichnung Obere Berggasse und der tiefergelegene Straßenzug aus Teilen der Nizzastraße und der Maxim-Gorki-Straße die Bezeichnung Niedere Berggasse  trug.
1897 erfolgte die Umbenennung in Mittlere Bergstraße und 1903 erfolgte die Widmung auf den heute noch gültigen Namen Bennostraße, nach dem ehemaligen Bischof und Heiligen Benno von Meißen.

## Anwohner
Hans Harrer, Familie Metzsch-Reichenbach, Alexander Münch, Gabriele Reinemer, Detlef Reinemer, Carl Friedrich Haase